# Genoa Cricket and Football Club Waterpolo 1919
Questa voce raccoglie le informazioni riguardanti il Genoa Cricket and Football Club Waterpolo nelle competizioni ufficiali della stagione 1919.

## Stagione
Quello del 1919 è il primo campionato disputatosi dopo la pausa dovuta a motivi bellici. Il Genoa è la squadra campione in carica, vincitrice di tutti e tre i precedenti titoli messi in palio. Al torneo partecipano la Rari Nantes Milano e lo Sport Club Italia. Al termine del torneo il Genoa si piazza al primo posto, conquistando il quarto titolo della sua storia.

## Rosa
| N° |                   | Ruolo | Giocatore           |
| -- | ----------------- | ----- | ------------------- |
|    | Italia (bandiera) |       | Nielsen             |
|    | Italia (bandiera) |       | Bertoli             |
|    | Italia (bandiera) |       | Gianbattista Bafico |
|    | Italia (bandiera) |       | Strasera            |

| N° |                   | Ruolo | Giocatore             |
| -- | ----------------- | ----- | --------------------- |
|    | Italia (bandiera) |       | Rolla                 |
|    | Italia (bandiera) |       | Luigi Achille Olivari |
|    | Italia (bandiera) |       | Vassallo              |

## Risultati

### Campionato italiano
| Como 1919 | Genoa | – | Sport Club Italia |  |

| Como 17 agosto 1919                                | Genoa     | 4 – 0 | Milano |  |
| \| \| \| \| \| Vassallo Olivari \| Marcatori \| \| |           |       |        |  |
|                                                    |           |       |        |  |
| Vassallo Olivari                                   | Marcatori |       |        |  |

note: 

## Statistiche

### Statistiche di squadra
| Competizione                               | Punti | In casa | In casa | In casa | In casa | In casa | In casa | In trasferta | In trasferta | In trasferta | In trasferta | In trasferta | In trasferta | Totale | Totale | Totale | Totale | Totale | Totale | DR |
| Competizione                               | Punti | G       | V       | N       | P       | Gf      | Gs      | G            | V            | N            | P            | Gf           | Gs           | G      | V      | N      | P      | Gf     | Gs     | DR |
| ------------------------------------------ | ----- | ------- | ------- | ------- | ------- | ------- | ------- | ------------ | ------------ | ------------ | ------------ | ------------ | ------------ | ------ | ------ | ------ | ------ | ------ | ------ | -- |
| Campionato italiano maschile di pallanuoto | 2     | 0       | 0       | 0       | 0       | 0       | 0       | 1            | 1            | 0            | 0            | 4            | 0            | 1      | 1      | 0      | 0      | 4      | 0      | +4 |

### Statistiche dei giocatori
| Giocatore     | Campionato italiano | Campionato italiano |
| Giocatore     | Presenze            | Reti                |
| ------------- | ------------------- | ------------------- |
| G. Bafico     | 1                   | ?                   |
| Bertoli       | 1                   | ?                   |
| Nielsen       | 1                   | ?                   |
| L. A. Olivari | 1                   | 3                   |
| Rolla         | 1                   | ?                   |
| Strasera      | 1                   | ?                   |
| Vassallo      | 1                   | ?                   |